# Политическа икономия
Политическата икономия, известна още и със съкращението политикономия, е обществена наука, която се занимава главно с взаимните връзки между политическите и икономическите институции и процеси. Примерна тема е влиянието на различните видове политически системи върху разпределението и използването на крайно количество ресурси. В обратна посока може да се разглежда как човешката икономическа дейност определя вида управление, което обществото избира за себе си.
Политикономията е много близка до икономиката. Те дори могат да бъдат отъждествени или могат да се разглеждат като донякъде различаващи се подходи към едни и същи проблеми. Може също да се приеме, че икономиката е модерно продължение на политикономическата мисъл. Търсенето на разлика между тези две науки може да почива дори и на идеологическа основа, като в този случай политикономията се счита за обективна наука (включваща марксизма и неговите течения), а икономиката за субективна (неокласически учения).